# Sonata per corno, tromba e trombone
La Sonata per corno, tromba e trombone FP33 è una composizione dell'autore francese Francis Poulenc. È stata scritta nell'autunno del 1922 ed eseguita l'anno successivo. Coeva alla Sonata per clarinetto e fagotto, è la terza opera da camera di Poulenc. Venne eseguita per la prima volta al Théâtre des Champs-Élysées di Parigi il 4 gennaio 1923 in un concerto organizzato dal pianista Jean Wiener e costituito da brani di Poulenc e di Erik Satie.

## Dedica
La sonata è dedicata a Raymonde Linossier (1896 - 1930), amica d'infanzia di Francis Poulenc che durante quegli anni l'aveva introdotto nell'ambiente intellettuale parigino. Fu l'unica donna con cui Poulenc desiderò di sposarsi, prima della sua aperta dichiarazione di omosessualità

## Movimenti
La sonata è costituita da 3 brevi movimenti, in stile neo-classico:
1. Allegro Moderato
2. Andante (o Romanza)
3. Rondeau (o Finale)

## Edizioni
- Chester music limited - Londra (versione rivista negli anni '70 da Philip Jones)